# Winterthur
Winterthur  (latinski: Vitudurum, francuski: Winterthour na domaćem dijalektu Winti) je grad u Švicarskoj i drugi po veličini grad kantona Züricha.

## Povijest
Arheološki dokazi povijesti Winterthura sežu u brončano doba. Ime kasnijeg rimskog naselja “Vitudurum” kraj Oberwinterthura daje naznaku keltskog naselja, jer ime dolazi iz keltskog jezika.

## Gradske četvrti
- Stadt
- Mattenbach
- Oberwinterthur
- Seen
- Töss
- Veltheim
- Wülflingen.

## Gospodarstvo
Veće tvrtke u gradu Winterthuru su:
- AXA Winterthur, osiguranja
- Rieter, tekstilna industrija
- Sulzer AG, strojarstvo

## Sport
- FC Winterthur, nogometni klub
- Pfadi Winterthur, rukometni klub

## Poznate osobe
- Richard Robert Ernst, nobelovac
- Hans Gamper, osnivač FC Barcelone

## Vanjske poveznice
- http://www.stadt.winterthur.ch  Arhivirana inačica izvorne stranice od 4. listopada 2019. (Wayback Machine) Službena stranica.